# なんでも館
天龍村文化センターなんでも館（てんりゅうむらぶんかセンターなんでもかん）は、長野県下伊那郡天龍村にある公共施設。天龍村図書館などが入る。
鉄筋コンクリート造、3階建て。延床面積は305 m2。

## 歴史
1992年（平成4年）に開館した。
1996年（平成8年）にはグランドピアノが設置された。

## 利用案内
開館時間
- 天龍村教育委員会：8時15分～17時15分
- 天龍村図書館：10時～18時

休館日
- 天龍村教育委員会：休日
- 天龍村図書館：月曜、祝日、月末日